# Mont Kosciusko
Pour le mont australien, voir Mont Kosciuszko.
Le mont Kosciusko est un volcan de l'Antarctique. Il est séparé du mont Kauffman par la vallée Brown et la crête Gardiner.
Il a été cartographié par l'USGS à partir de relevés de terrain et de photos aériennes de l'US Navy en 1964-1968. Il a été nommé par l'US-ACAN d'après le capitaine Henry M. Kosciusko, de l'US Navy, officier responsable du groupe de soutien des activités en Antarctique, en 1965–1967.

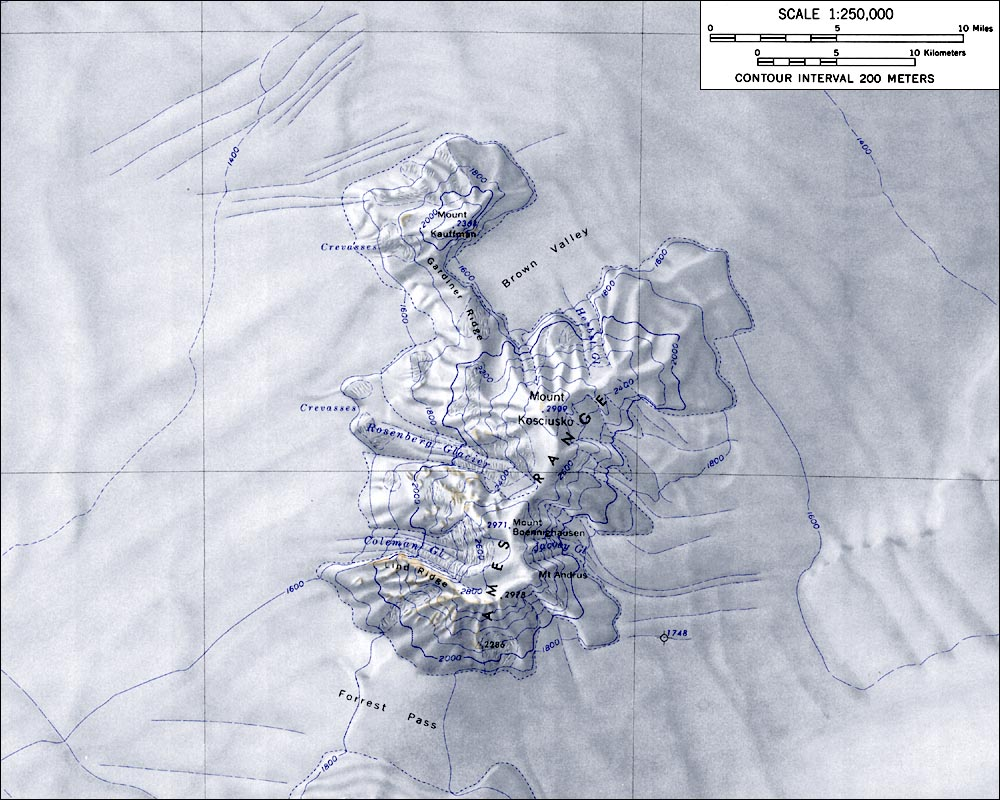
Carte topographique de la chaîne d'Ames (échelle 1/250000) extraite de l'USGS Mount Kosciusko.